# Дацьківська сільська рада (Чуднівський район)
Дацьківська сільська рада — колишня адміністративно-територіальна одиниця та орган місцевого самоврядування в Чуднівському районі Бердичівської округи, Вінницької та Житомирської областей Української РСР з адміністративним центром у селі Дацьки.

## Населені пункти
Сільській раді на час ліквідації були підпорядковані населені пункти:
- с. Дацьки
- с. М'ясківка

## Історія та адміністративний устрій
Створена 4 вересня 1928 року в складі сіл Дацьки та М'ясківка Бабушківської сільської ради Чуднівського району Бердичівської округи. У 1941—43 роках с. М'ясківка було центром М'ясківської сільської управи.
Станом на 1 вересня 1946 року сільська рада входила до складу Чуднівського району Житомирської області, на обліку в раді перебували села Дацьки та М'ясківка.
Ліквідована 11 серпня 1954 року, внаслідок виконання указу Президії Верховної ради УРСР «Про укрупнення сільських рад по Житомирській області», територію та населені пункти приєднано до складу Бабушківської сільської ради Чуднівського району Житомирської області.